# Семеновське (сільське поселення присілок Ореховня)
Семеновське (рос. Семёновское) — присілок в Ізносковському районі Калузької області Російської Федерації.
Населення становить 46 осіб. Входить до складу муніципального утворення Присілок Ореховня.

## Історія
Від 2004 року входить до складу муніципального утворення Присілок Ореховня

## Населення
| 2002 | 2010 |
| ---- | ---- |
| 39   | ↗46  |